# Peking Kchung-ku
Peking Kchung-ku (čínsky pchin-jinem Běijīng Kònggǔ, znaky zjednodušené 北京控股) je čínský profesionální fotbalový klub, který sídlí v Pekingu. Založen byl v roce 2004 pod názvem Peking Pa-si. Svůj současný název nese od roku 2015. Klubové barvy jsou modrá a červená. Od sezóny 2010 působí v čínské druhé nejvyšší fotbalové soutěži.
Své domácí zápasy odehrává v Pekingském olympijském sportovním centru s kapacitou 36 228 diváků.
Plný název klubu je Fotbalový klub Peking Kchung-ku (čínsky v českém přepisu Peking Kchung-ku cu-čchiou ťü-le-pu, pchin-jinem Běijīng Kònggǔ zúqiú jùlèbù, znaky zjednodušené 北京控股足球俱乐部)

## Historické názvy
- 2004 – Peking Pa-si (Peking Pa-si cu-čchiou ťü-le-pu)
- 2010 – fúze s Peking Chung-teng ⇒ název nezměněn
- 2015 – Peking Kchung-ku (Peking Kchung-ku cu-čchiou ťü-le-pu)

## Známí hráči
- Stephen Makinwa (2013–2014)
- Danko Lazović (2015)
- Rubin Okotie (2016–)
- Cheick Tioté (2017)
- Victor Anichebe (2017–)

## Umístění v jednotlivých sezonách
Stručný přehled
Zdroj:
- 2009: China League Two North
- 2010– : China League One

Jednotlivé ročníky
Zdroj:
Legenda: Z - zápasy, V - výhry, R - remízy, P - porážky, VG - vstřelené góly, OG - obdržené góly, +/- - rozdíl skóre, B - body, červené podbarvení - sestup, zelené podbarvení - postup, fialové podbarvení - reorganizace, změna skupiny či soutěže
| Čínská lidová republika (2009 –) |                        |        |    |    |    |    |    |    |     |    |        |
| Sezóny                           | Liga                   | Úroveň | Z  | V  | R  | P  | VG | OG | +/- | B  | Pozice |
| 2009                             | China League Two North | 3      | 15 | 8  | 3  | 4  | 25 | 22 | +3  | 21 | 3.     |
| 2010                             | China League One       | 2      | 24 | 10 | 4  | 10 | 24 | 24 | 0   | 28 | 8.     |
| 2011                             | China League One       | 2      | 26 | 7  | 9  | 10 | 18 | 28 | -10 | 30 | 11.    |
| 2012                             | China League One       | 2      | 30 | 8  | 7  | 15 | 34 | 46 | -12 | 31 | 15.    |
| 2013                             | China League One       | 2      | 30 | 11 | 8  | 11 | 35 | 42 | -7  | 41 | 7.     |
| 2014                             | China League One       | 2      | 30 | 14 | 13 | 3  | 45 | 27 | +18 | 55 | 4.     |
| 2015                             | China League One       | 2      | 30 | 17 | 5  | 8  | 48 | 29 | +19 | 56 | 4.     |
| 2016                             | China League One       | 2      | 30 | 11 | 8  | 11 | 40 | 38 | +2  | 41 | 8.     |
| 2017                             | China League One       | 2      | 30 |    |    |    |    |    |     |    |        |